# Death (punkegyüttes)
A Death amerikai garázsrock/punk rock/proto-punk trió, amelyet 1971-ben alapítottak a Hackney testvérek Detroitban. Funk együttesként kezdték karrierjüket, de miután látták a The Who-t koncertezni, rockzenekarrá váltak. Alice Cooper is hatással volt rájuk. Sokan a legelső punkegyüttesek egyikeként tekintenek rájuk. 1977-ben feloszlottak, de 2009-ben újból összeálltak, miután a Drag City kiadó újra megjelentette a korai felvételeiket.
Eleinte "Rock Fire Funk Express" volt a nevük, de David meggyőzte a testvéreit, hogy Death legyen a nevük, miután apjuk elhunyt egy baleset során.
2012-ben dokumentumfilm készült róluk.

## Tagok
- Bobby Hackney, Sr. - ének, basszusgitár (1964-1977, 2009–)
- Bobbie Duncan - gitár (2009-)
- Dannis Hackney - dob (1964-1977, 2009–)

### Korábbi tagok
- David Hackney - gitár (2000-ben elhunyt)

## Diszkográfia

### RockFire Funk Express néven
- "People Save the World"/"RockFire Funk Express" (kislemez, 1973-ban rögzítették, 2011-ben jelent meg)

### Death néven
- "Politicians In My Eyes" / "Keep on Knocking" 7" (1975-ben jelent meg, 2013-ban újból kiadták)
- ...For the Whole World to See (1975-ben rögzítették, 2009-ben jelent meg)
- Spiritual • Mental • Physical (1974–76 táján rögzítették, 2011-ben jelent meg)
- III (1975 és 1992 között rögzítették, 2014-ben jelent meg)
- "Relief" online kislemez (2012)[7]
- N.E.W. (2015)

## Filmográfia
- A Band Called Death DVD/Blu-ray (2012)